# Jerzy Owczarzak
Jerzy Owczarzak (ur. 29 stycznia 1984 w Środzie Wielkopolskiej) – polski szachista, trener i sędzia szachowy.

## Kariera szachowa
Największe sukcesy w karierze odnosił w rozgrywkach z cyklu mistrzostw Polski juniorów, pięciokrotnie zdobywając medale: złoty (Wisła 2000 – do 16 lat), trzy srebrne (Grudziądz 1994 – do 10 lat, Żagań 1996 – do 12 lat, Łężeczki 1998 – do 14 lat) oraz brązowy (Bartkowa 2002 – do 18 lat). Był również kilkukrotnym reprezentantem Polski na mistrzostwach świata i Europy juniorów, najlepszy wynik osiągając w 1996 r. w Rimavskiej Sobocie, gdzie w ME do 12 lat zajął V miejsce.
Do sukcesów Jerzego Owczarzaka w turniejach międzynarodowych należą m.in. IV m. w Poznaniu (2003, za Marcinem Szelągiem, Patrykiem Łagowskim i Leszkiem Ostrowskim), IV m. w Polanicy-Zdroju (2004, za Bartłomiejem Heberlą, Krzysztofem Jasikiem i Lechem Sopurem) oraz III m. w otwartym turnieju memoriału Akiby Rubinsteina w Polanicy-Zdroju (2006, za Michałem Olszewskim i Moniką Soćko).
Posiada tytuł mistrza FIDE, który otrzymał w 2006 roku.
Najwyższy ranking w dotychczasowej karierze osiągnął 1 kwietnia 2007 r., z wynikiem 2389 punktów dzielił wówczas 65-67. miejsce wśród polskich szachistów.